# Mangaratiba (genre)
Pour l’article homonyme, voir Mangaratiba.
Genre
Synonymes
- Canopilio Soares, 1968

Mangaratiba est un genre d'opilions laniatores de la famille des Gonyleptidae.

## Distribution
Les espèces de ce genre sont endémiques du Brésil. Elles se rencontrent dans les États de Rio de Janeiro, de São Paulo et du Paraná.

## Liste des espèces
Selon World Catalogue of Opiliones (04/09/2021) :
- Mangaratiba acanthoproctus (Soares, 1968)
- Mangaratiba angulispinosis (Soares, 1966)
- Mangaratiba monstrosa Mello-Leitão, 1940

## Publication originale
- Mello-Leitão, 1940 : « Sete gêneros e vinte e oito espécies de Gonyleptidae. » Arquivos de Zoologia do Estado de São Paulo, vol. 1, p. 1–52.